# James R. Newman (Militärgouverneur)
James R. Newman (* 24. September 1902 in Quality (Kentucky); † 23. Dezember 1964 in Augusta) war ein amerikanischer Erziehungswissenschaftler und nach 1945 Gouverneur der Militärregierung von Groß-Hessen.

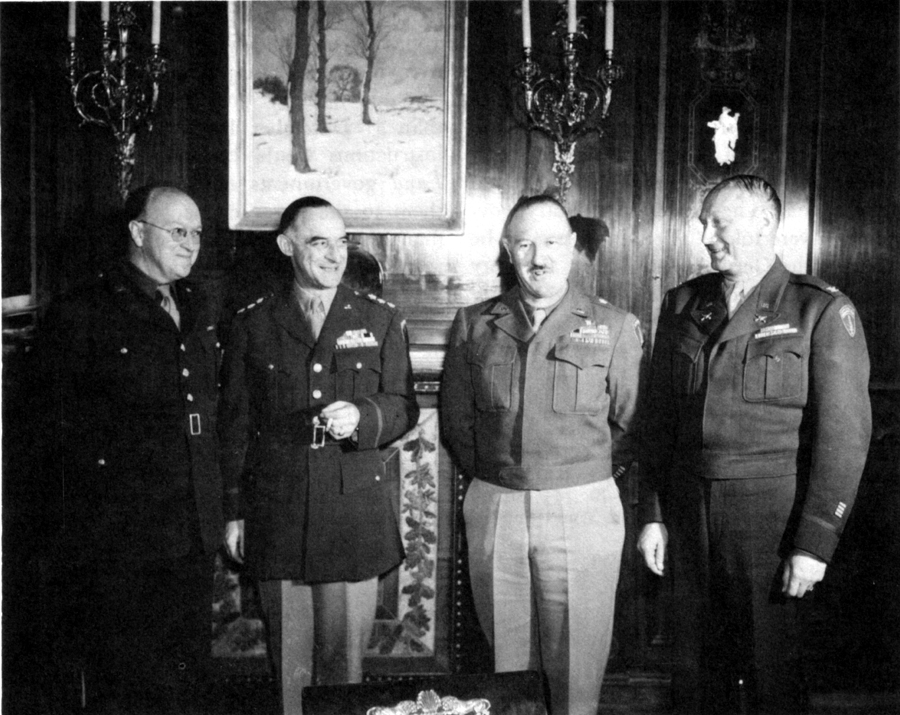
Newman (rechts) bei einer Sitzung des Süddeutschen Länderrats

## Wirken
Newman studierte Kunstwissenschaft am Western Kentucky State Teachers College, das er 1930 an der Columbia University mit dem Erwerb des Master-Titels in Erziehungswissenschaften abschloss. Anschließend besuchte er die United States Military Academy in West Point. 1934 meldete er sich freiwillig als Reservist zur Armee. Anschließend war er Direktor der 16. Schule des Bezirks Elmont, New York und in der Schulverwaltung tätig. 1941 wurde er zum aktiven Dienst in die Streitkräfte einberufen und 1944 nach Europa verlegt. Im August des gleichen Jahres rückte Newman in die Führungsspitze des European Civil Affairs Division in Frankreich auf, eine Einheit, die für den zivilen Aufbau und die Verwaltung in den von den Nationalsozialisten befreiten Gebieten zuständig war. 
Am 26. April 1945 übernahm Newman das Kommando über die US-Militäreinheit E1A2 (ab August 1945 E-5), die am 18. Mai in Neustadt an der Weinstraße die erste zivile deutsche Provinzregierung nach Ende des Zweiten Weltkriegs einrichtet, die für das Gebiet Mittelrhein-Saar zuständig war.
Nach Abgrenzung der Besatzungszonen und nach Proklamation des Landes Hessen  am 26. September 1945 wurde Colonel Newman Chef der Militärregierung von Groß-Hessen (Office of Military Government Greater Hesse (OMGGH)), das 1946 in „Office of Military Government for Hesse“ (OMGH) umbenannt wurde. Zum Sitz der Verwaltung und zur Landeshauptstadt bestimmte er am 12. Oktober 1945 Wiesbaden, da sich in Frankfurt am Main bereits das amerikanische Hauptquartier befand und Wiesbaden vergleichsweise wenig zerstört war. Am 9. März 1946 eröffnete Newman mit Vertretern der Landesregierung das Oberlandesgericht Frankfurt am Main und am 19. Dezember 1946 mit einer Ansprache die erste Sitzung des Hessischen Landtags im Stadtschloss zu Wiesbaden. 1949 trat er ausdrücklich dafür ein, Wiesbaden als Sitz der Landesregierung beizubehalten und ihn nicht nach Frankfurt zu verlagern. Nach Gründung der Bundesrepublik Deutschland 1949 wurde er als Landeskommissar (Land Commissioner) Leiter der „Zivilen Hohen Kommission für Hessen“ (HICOG), 1952 kehrte er in die USA zurück. Er diente anschließend in der 95th Civil Affairs Group im Fort Gordon in Georgia. 
1963 wurde ihm der Eli E. Nobleman Annual Award der Civil Affairs Association überreicht. Nach ihm ist das 2012 eröffnete Newman Village Housing Area in Wiesbaden benannt.